# Austin Nichols
Austin Nichols, född 24 april 1980 i Ann Arbor, Michigan, är en amerikansk skådespelare. Han har rollen som Julian i TV-serien One Tree Hill. Där är han Brooke Davis (Sophia Bush) pojkvän i säsong 7.
Som ung var Nichols en framstående vattenskidåkare och var med i det amerikanska juniorlandslaget. Han var som bäst rankad som nummer tre på världsjuniorrankingen i trick.
Trots att han tack vare vattenskidåkningen var mycket vältränad tvingades han att träna upp sig inför rollen som Jack Hammond i filmen Wimbledon. Han tränade bland annat med Murphy Jensen, dubbelmästare i Franska öppna 1993, och Pat Cash, 1987 års Wimbledonmästare. 

## Filmografi

### Filmer
- 2001 - Tvillingarnas äventyr på Bahamas - Griffen Grayson
- 2004 - The Day After Tomorrow - J.D.
- 2004 - Wimbledon - Jack Hammond
- 2006 - Glory Road - Jerry Armstrong
- 2012 - LOL: Laughing Out Loud - Colin
- 2025 - I Know What You Did Last Summer - Pastor Judah Gillespie

### TV-serier
- 2001 - CSI: Crime Scene Investigation - Adam Walkey, 1 avsnitt
- 2002 - Six Feet Under - Kyle/Tall Stoner, 2 avsnitt
- 2006 - CSI: Miami - Patrick Wilder, 1 avsnitt
- 2006 - Deadwood - Morgan Earp, 2 avsnitt
- 2007 - Friday Night Lights
- 2008-2011 - One Tree Hill - Julian Baker, 43 avsnitt
- 2015 - The Walking Dead